# 200000 Danielparrott
200000 Danielparrott è un asteroide della fascia principale. Scoperto nel 2007, presenta un'orbita caratterizzata da un semiasse maggiore pari a 2,7105545 au e da un'eccentricità di 0,1526655, inclinata di 7,70433° rispetto all'eclittica.